# Rolf Brem

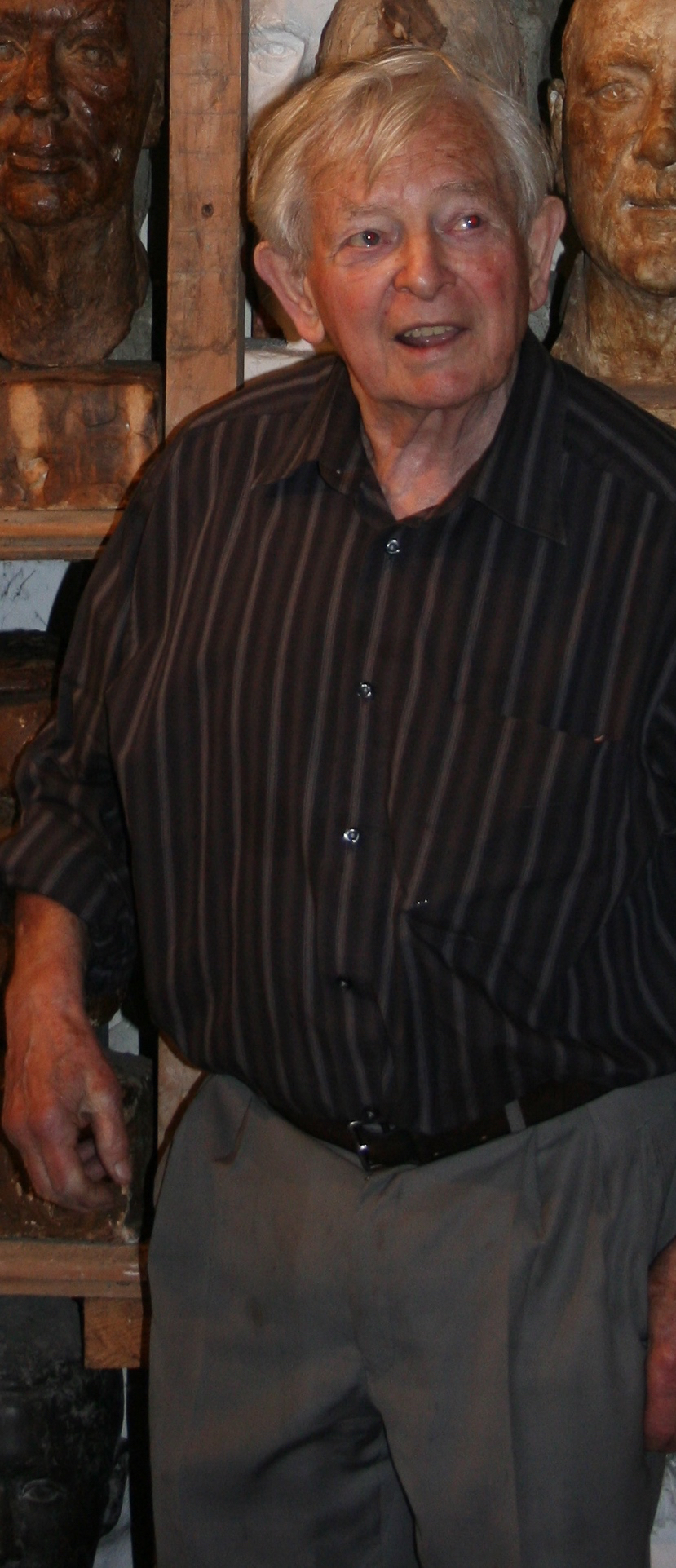
Rolf Brem

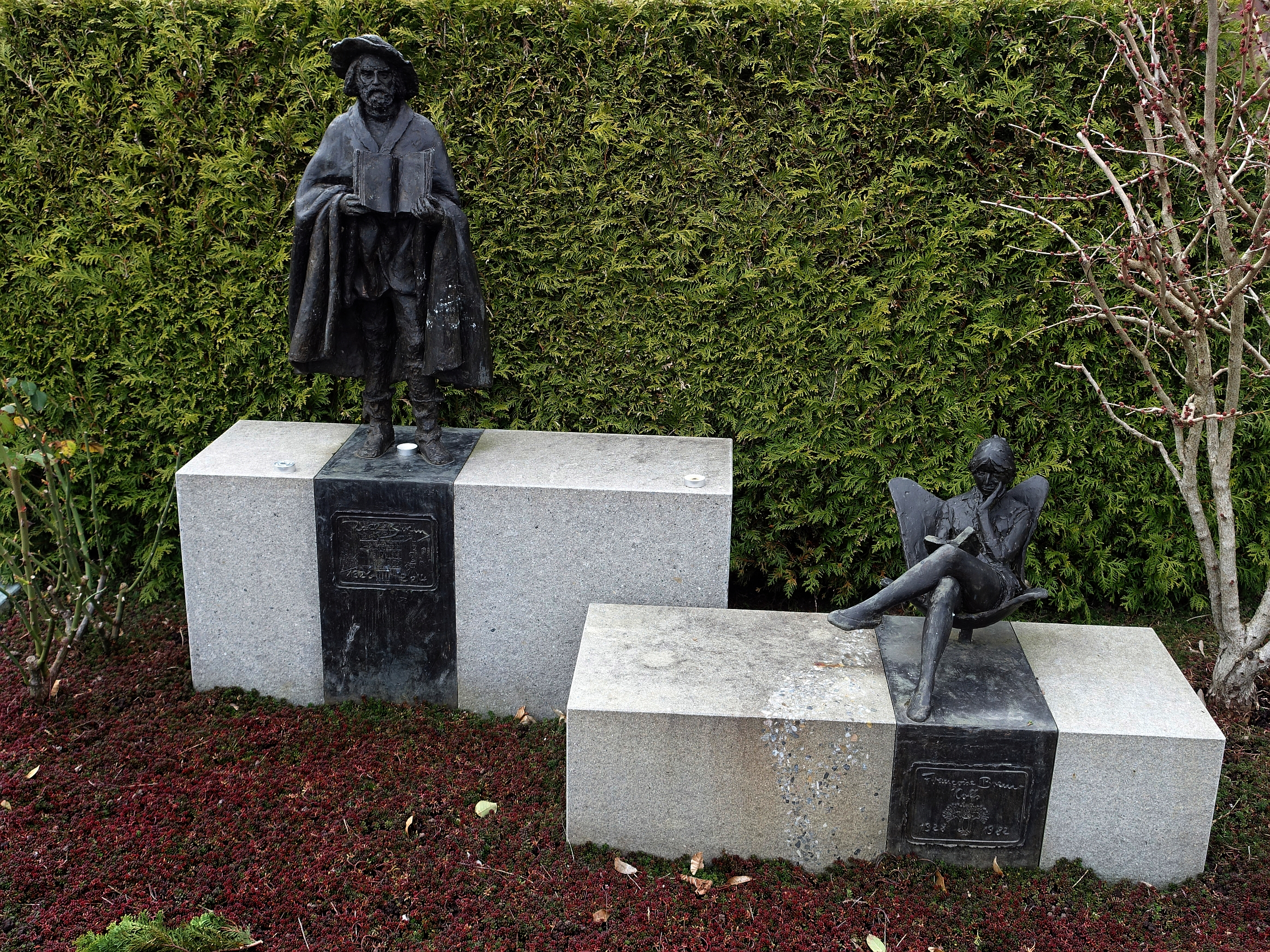
Brems Grab auf dem Luzerner Friedhof Friedental

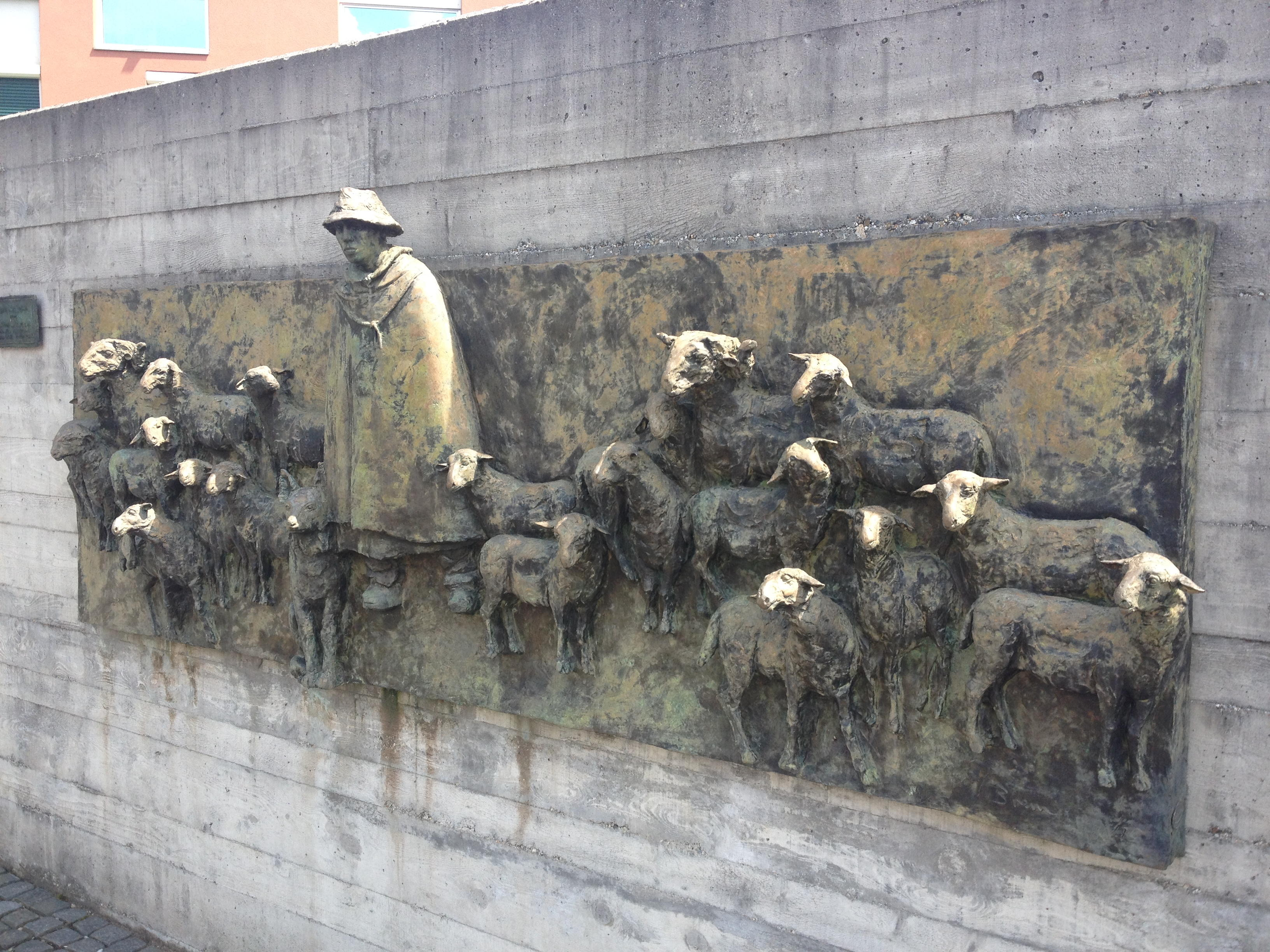
Relief Hirt und Herde vor dem Centro Evangelico Magliaso, Bronze 360 × 110 cm

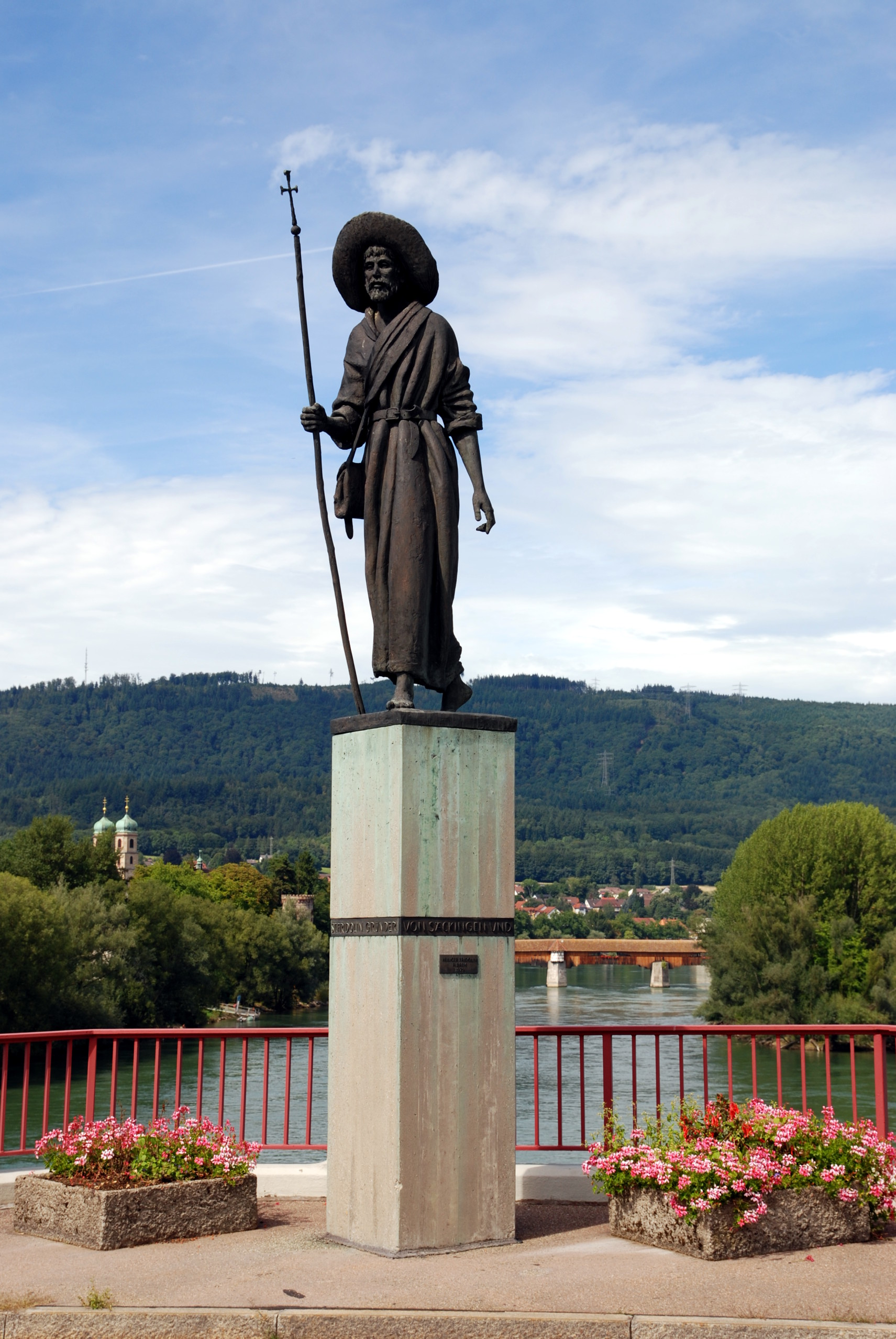
Statue des Fridolin von Säckingen, gestaltet von Rolf Brem, auf der Fridolinsbrücke bei Stein-Säckingen

Rolf Brem (* 12. Februar 1926 in Luzern; † 11. April 2014 ebenda) war ein Schweizer Bildhauer, Zeichner und Grafiker. Er lebte und arbeitete in Meggen am Vierwaldstättersee.

## Leben
Rolf Brem entstammte einer Handwerkerfamilie und wuchs in Luzern auf. Nach sechs Gymnasialjahren besuchte er von 1945 bis 1948 die Bildhauerklasse an der Kunstgewerbeschule Luzern und arbeitete zwischen 1948 und 1957 mit Unterbrüchen im Atelier des Zürcher Plastikers Karl Geiser, der ihn laut eigenen Angaben stark beeinflusste, und in einem eigenen Werkraum in Luzern. Nach dem Besuch der Pariser Académie de la Grande Chaumière von 1951 bis 1953 folgte 1954 und 1955 zusammen mit seiner Frau Françoise ein Aufenthalt am Istituto Svizzero in Rom.
Nach Geisers Tod 1957 richtete Brem in der Orangerie neben der Villa St. Charles-Hall in Meggen ein eigenes Atelier ein. Ein zweites Atelier eröffnete er 1972 in Morbio Superiore im Kanton Tessin. Seine letzte Ruhestätte fand er auf dem Friedhof Friedental.

## Werke
Brems figürliche Darstellungen von Menschen und Tieren finden sich in zahlreichen Städten in der Schweiz. Seine Plastiken sind vornehmlich im öffentlichen Raum installiert.
In Luzern stehen 13 Plastiken Brems, darunter die Figurengruppe «Hirt mit Schafen» aus dem Jahr 1985 vor dem Luzerner Stadttheater. In seinem langjährigen Wohnort Meggen stehen 14 seiner Skulpturen. Weitere Werke finden sich in der ganzen Schweiz, so in Bad Ragaz, Brig, Genf und Magliaso. Eine Sammlung seiner Porträtköpfe ist im Gemeindehaus von Meggen zu sehen. 1992 war Brem an der Weltausstellung in Sevilla mit 136 Porträtköpfen vertreten, die Harald Szeemann zu einer Installation komponierte. Sämtliche Porträtköpfe von Brem waren im Jahr 2018 im KKLB in Beromünster ausgestellt.
Die Zentralschweiz am Sonntag schrieb zu seinem Tod: «Kein anderer Künstler in der Zentralschweiz genoss so grosse Popularität und Bekanntheit auch ausserhalb der Kunstszene.»

## Auszeichnungen
- Frühe 1950er-Jahre: Eidgenössisches Stipendium (dreimal); weitere Auszeichnungen[2]
- 1957: Anerkennungspreis der Stadt Luzern
- 1977: Kunst- und Kulturpreis der Stadt Luzern[3]
- 2011: Ehrenbürgerrecht der Gemeinde Meggen.[4]

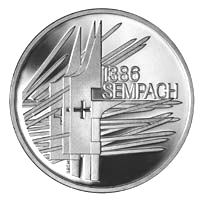
Schweizer Gedenkmünze von 1986, gestaltet von Rolf Brem
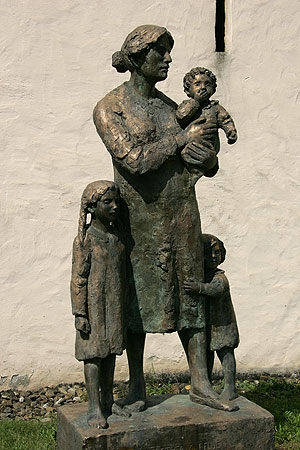
Dorothea-Statue, 1991, an der Pfarr- und Wallfahrtskirche Sachseln
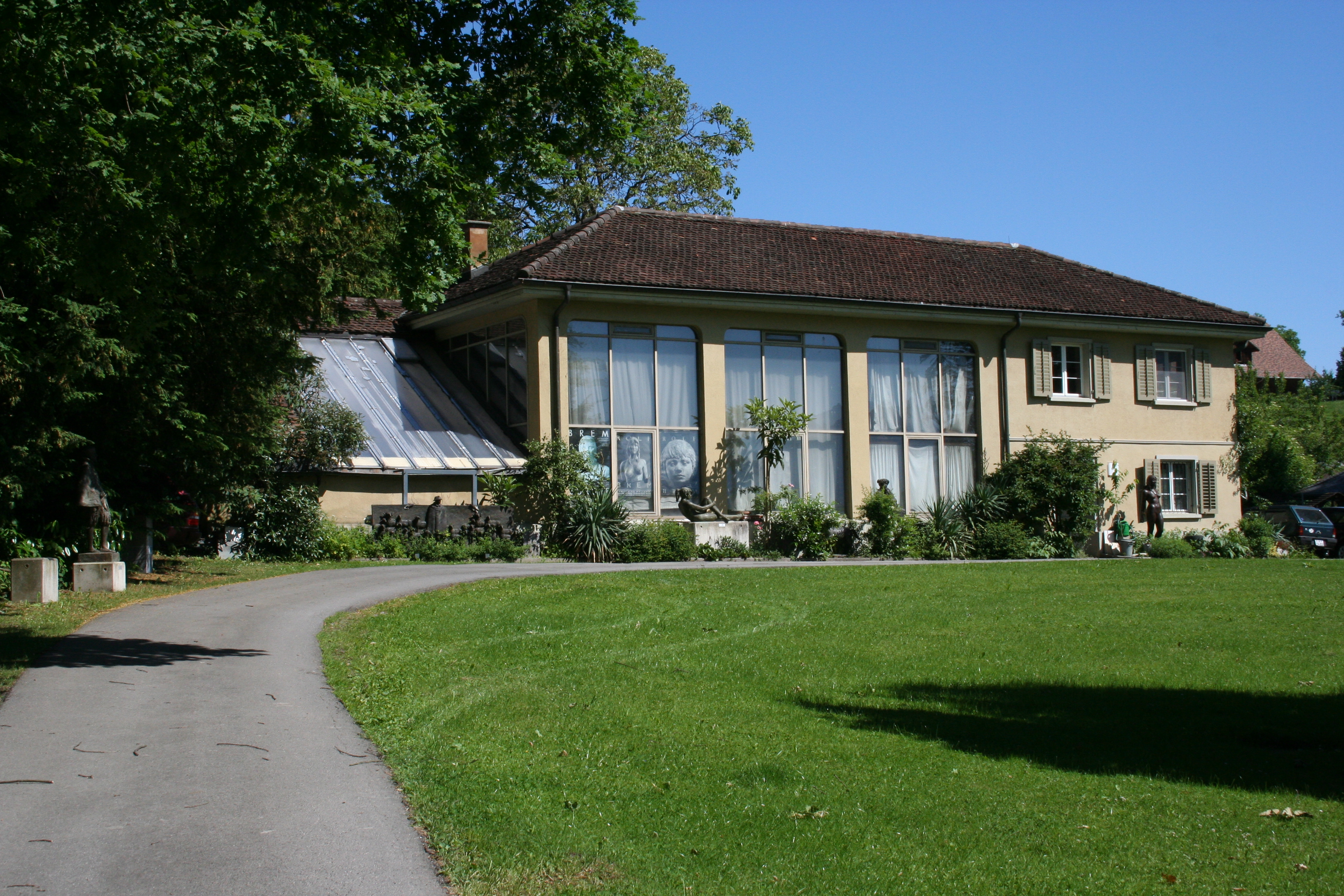
Rolf Brems Studio bei der St. Charles-Hall